# バンコマイシン耐性黄色ブドウ球菌

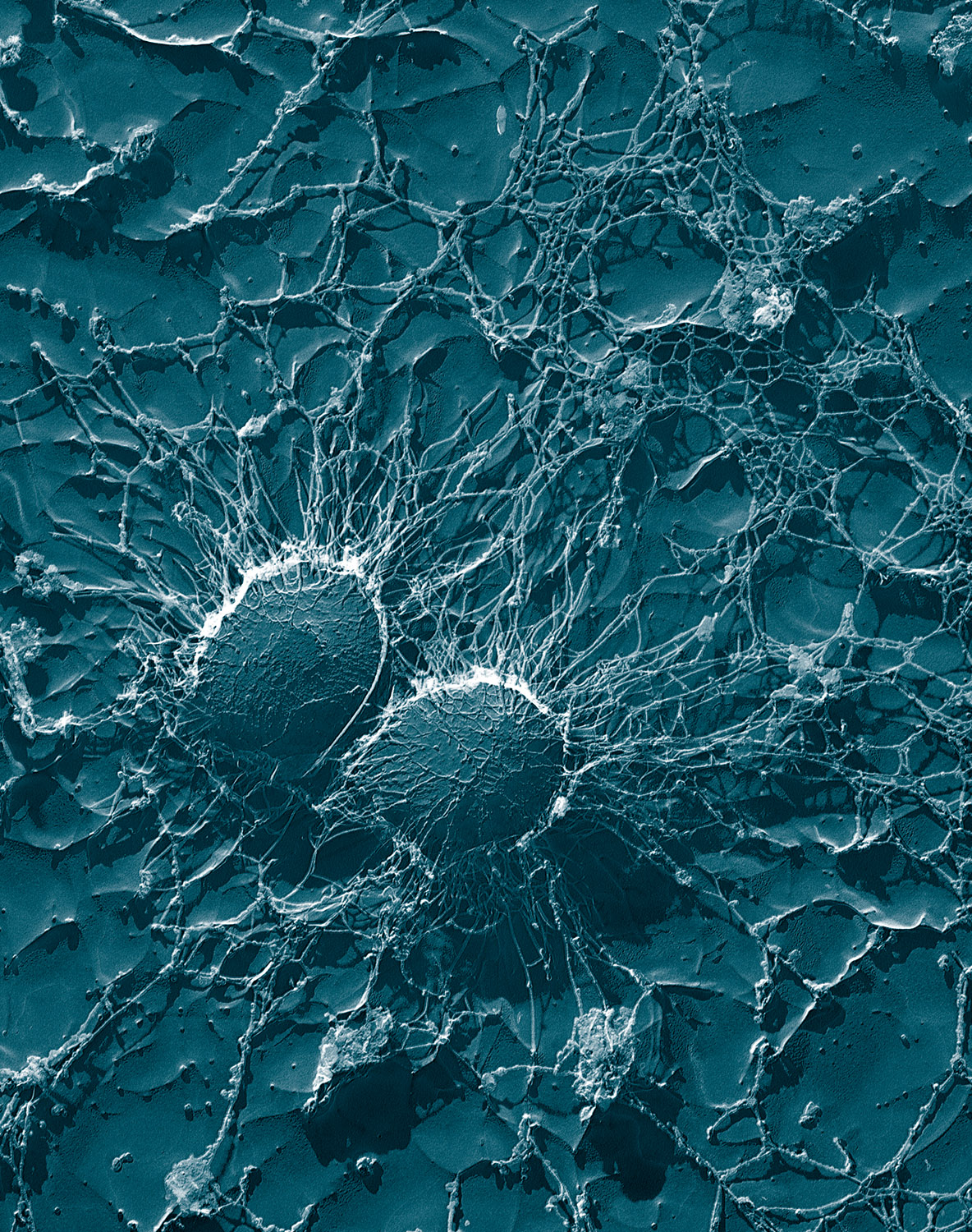
黄色ブドウ球菌の顕微鏡写真（凍結乾燥法）

バンコマイシン耐性黄色ブドウ球菌（バンコマイシンたいせいおうしょくブドウきゅうきん、vancomycin-resistant Staphylococcus aureus, VRSA）とは、抗生物質バンコマイシンに対する薬剤耐性を獲得した黄色ブドウ球菌の意味であるが、実際に分離された株は全てメチシリンなど他の抗生物質に対する耐性も持つMRSAである。
CLSIによるVRSAの定義は、バンコマイシンに対するMIC値が16µg/mL以上であり、4と8µg/mLの株はVISA（バンコマイシン低度耐性黄色ブドウ球菌）である。この定義は2006年に改変されたものであり、2005年まではバンコマイシンのMIC値が32µg/mL以上をVRSA、16と8µg/mLをVISA（バンコマイシン低度耐性黄色ブドウ球菌）としていた。改変のポイントは、バンコマイシンのMIC値が4µg/mLの株を感受性菌として取り扱っていたことであり、臨床上は効かない株を感性菌として認識していた点である。日本におけるバンコマイシンのMIC値が4µg/mLのMRSA（バンコマイシン低度耐性黄色ブドウ球菌）は少なからず存在しており、これらに感染した患者にバンコマイシンが投与されていたことになる。
MRSAまたは通常の黄色ブドウ球菌が、VRE（バンコマイシン耐性腸球菌）からバンコマイシン耐性遺伝子を接触伝達で取り込んだ結果、バンコマイシンに耐性化した。2002年にアメリカのペンシルベニアとミシガンで各1株、2004年にニューヨークで1株、2005年にミシガンで2株の合計5株が確認されている。どの例も、アメリカのみからの検出であり、MRSAとVREが蔓延しており、両者の接触が可能な場所で発生したと考えられる。
VRSAもMRSAと同じく、通常の抵抗力を持つ健康な人には重篤な症状を起こすことは少ないが、抵抗力の低下した状態では重篤な感染を引き起こし、日和見感染や院内感染の原因菌となる。VRSAには、MRSAの治療に使われるバンコマイシンが効果をもたないため、出現以前から大きな脅威とされていた（ただし、最初に分離されたVRSAは、リネゾリド、ミノサイクリン、リファンピンなどの抗菌剤が有効とされている）。